# Allée couverte de Kerjagu
L'allée couverte de Kerjagu est une allée couverte située à Colpo, dans le Morbihan, en France.

## Description
Le monument est inclus dans un talus au bord d'un champ dénommé « Champ des esprits follets » situé à une dizaine de mètres du village de Kerjagu à Colpo.
L'allée couverte mesure 10 m de long sur 1,50 m de large. Elle est orientée ouest-sud-ouest/est-nord-est. Elle comporte une cellule terminale de 1,40 m sur 1,40 m située derrière la dalle de chevet. Il ne reste qu'une seule dalle de couverture (4,40 × 2,70 m).
L'édifice a été fouillé par l'abbé Joseph-Marie Le Mené en 1884 qui y découvrit un petit mobilier archéologique composé d'un éclat de silex, d'une pointe en quartz et de nombreux tessons de poteries.
Une pierre d'environ 2 m de long découverte enterrée en 2011 à proximité du site, considérée comme un menhir, a été relevée à 20 m de l'allée couverte, mais son authenticité demeure incertaine.